# Jan-Marc Schneider
Jan-Marc Schneider (* 25. März 1994 in Hamburg) ist ein deutscher Fußballspieler.

## Karriere
Schneider, der das Gymnasium Schenefeld besuchte, begann mit dem Fußballspielen bei der SV Halstenbek-Rellingen, die in Halstenbek und Rellingen im schleswig-holsteinischen Umland von Hamburg beheimatet ist. Später wechselte er in das Nachwuchsleistungszentrum des Hamburger SV, bevor er zum SV Blankenese weiterzog. 2013 stieg er mit der Herrenmannschaft der SV Blankenese in die Oberliga auf und spielte anschließend für Eintracht Norderstedt in der Regionalliga. Um ein Betriebswirtschaftsstudium an der Fachhochschule Wedel aufzunehmen, ging er zur Saison 2014/15 in die Oberliga zurück und schloss sich der SV Halstenbek-Rellingen, seinem Jugendverein, an, für die er 28 Tore in 25 Ligaspielen erzielte und daraufhin als Hamburgs Amateurfußballer des Jahres ausgezeichnet wurde.
Mit 21 Jahren kam er zum FC St. Pauli, bei dem er hauptsächlich in der Regionalliga Nord eingesetzt wurde. Sein Debüt im Profifußball gab Schneider am 29. Januar 2017, als er in der Begegnung St. Paulis gegen den VfB Stuttgart in der 81. Minute für Lennart Thy eingewechselt wurde. Die Hamburger verloren das Spiel mit 0:1. Bis zum Ende der Saison 2016/17 kam Schneider zu weiteren zwei Einsätzen und der FC St. Pauli belegte den neunten Platz. In der Saison 2017/18 schaffte der Stadtteilverein aus Hamburg erst am vorletzten Spieltag den Klassenerhalt und belegte zum Saisonende den 12. Tabellenplatz. Dabei war Schneider in 15 Zweitligaspielen zum Einsatz gekommen und schoss zwei Tore, wobei er in lediglich vier Partien zur Startelf gehörte. Die sportliche Situation verbesserte sich für ihn auch in der Saison 2018/19 nicht und er wurde in lediglich neun Partien eingesetzt, allesamt als Einwechselspieler. Der FC St. Pauli spielte lange Zeit um den Aufstieg in die Bundesliga mit, wurde allerdings zum Saisonende lediglich Neunter.
Zur Zweitligasaison 2019/20 wechselte der Angreifer ablösefrei zum Ligakonkurrenten SSV Jahn Regensburg, der ihn mit einem bis Juni 2021 gültigen Vertrag ausstattete. Sein am 1. November 2019 als Fallrückzieher erzieltes Tor zum 1:0 gegen den VfL Osnabrück (Endstand 3:3) wurde von der ARD-Sportschau für das Tor des Monats nominiert. In seiner ersten Saison in der Oberpfalz kam Schneider zu lediglich 13 Einsätzen und schoss insgesamt zwei Tore, wobei er in sechs Partien in der Startelf stand. In jedem seiner Einsätze spielte er auf den Außenbahnen oder als Mittelstürmer; weitere Einsätze folgten nicht, da er bis zum Saisonende wegen eines Syndesmosebandrisses ausfiel. In der Saison 2020/21 lief Schneider in 17 Partien auf und stand erneut in sechs Partien in der Anfangsformation. Genau wie in der vorangegangenen Saison war er als Außenstürmer oder als Mittelstürmer zum Einsatz gekommen. Der SSV Jahn Regensburg erreichte in dieser Saison im DFB-Pokal das Viertelfinale, wo Werder Bremen Endstation bedeutete. Dabei kam Schneider lediglich in der 2. Hauptrunde beim Sieg nach Elfmeterschießen gegen den Drittligisten SV Wehen Wiesbaden zum Einsatz. Sein auslaufender Vertrag wurde nicht verlängert.
Im Sommer 2021 wechselte Schneider daraufhin zum griechischen Erstligisten PAS Ioannina. Im Januar 2023 schloss er sich nach einem halben Jahr Vereinslosigkeit dem Drittligisten FSV Zwickau an. Bis zum Ende der Saison 2022/23 kam er 14-mal zum Einsatz und erzielte 3 Tore, jedoch stieg der Verein in die Regionalliga Nordost ab.
Schneider verblieb allerdings in der 3. Liga und wechselte zur Saison 2023/24 zum Aufsteiger VfB Lübeck, bei dem er einen Vertrag bis zum 30. Juni 2025 unterschrieb. In 29 Ligaeinsätzen erzielte er 2 Tore. Der VfB stieg am Saisonende  wieder in die Regionalliga Nord ab. Da sein Vertrag nur für die 3. Liga gültig war, verließ er den Verein.
Ende November 2024 schloss er sich dem SV Todesfelde an, der im Sommer in die Regionalliga Nord aufgestiegen war.